# Sergio Miranda Carrington
Sergio Miranda Carrington (13 de marzo de 1927-8 de enero de 2013) fue un abogado, académico, político y teórico nacionalista chileno, considerado uno de los mayores referentes del nacionalismo chileno. Fue catedrático de la Pontificia Universidad Católica de Chile (PUC), y se desempeñó como subsecretario del Trabajo de su país, durante el segundo gobierno del presidente Carlos Ibáñez del Campo. En 1952, obtuvo el Premio Nacional de Periodismo.
En 1966 fue miembro fundador del Partido Nacional (PN) y su primer secretario general, sin embargo, a los tres meses renunció a la colectividad tras diferencias con las facciones liberales. Años después formaría Avanzada Nacional (AN), un partido pinochetista de ideología fascista que estaba fuertemente ligado a los organismos de inteligencia de la dictadura militar del general Augusto Pinochet; presidió esta organización en dos ocasiones y en la elección presidencial de 1989 encabezaron la candidatura Pablo Rodríguez Grez, un académico y militante neofascista conocido por haber liderado el Frente Nacionalista Patria y Libertad (FNPL).
Su carrera como abogado penalista lo llevó a litigar en casos de gran repercusión pública, como el "tacnazo" protagonizado por el general Roberto Viaux y la acusación contra Mario Santander por el homicidio de Alice Meyer. Fue el abogado encargado de la defensa del general Manuel Contreras; del coronel Pedro Espinoza en el proceso de extradición por el caso de la muerte de exministro de Estado de Salvador Allende Orlando Letelier; y parte de la defensa de prófugo nacionalsocialista Walter Rauff.

## Biografía
Nació en una familia católica de orígenes humildes siendo el menor de ocho hermanos, por lo que pasaría por varias escuelas populares antes de estudiar en el Instituto Nacional. Durante su adolescencia simpatizó con el nazismo y siguió de cerca los avances y retrocesos militares del Tercer Reich durante la Segunda Guerra Mundial. Según indicó APSI, una amiga anónima de juventud de Miranda Carrington lo describió como alguien muy orgulloso de sus ancestros europeos y  sus atributos raciales (tez clara y ojos azules).
Comenzó a moldear su anticomunismo en 1945, año en el que entró simultáneamente al Partido Conservador y a la carrera de derecho en la Universidad de Chile. En este lugar se encontró por primera vez con las ideas del político nacionalista José Antonio Primo de Rivera, un autor ampliamente leído por los conservadores chilenos de la época. Consideró que el falangismo, expresión española de los movimientos fascistas de la época, era, en sus palabras, la única revolución "con carácter integrador, que viene a cerrar el ciclo de los tres grandes movimientos disolventes conocidos por la humanidad: la Reforma, que destruyó la unidad religiosa; la Revolución Francesa, que destruyó la unidad política; y la Revolución Rusa, que destruyó la convivencia social".
Recibió su título de abogado (1952) en la Universidad de Chile con la tesis Ideario político de José Antonio Primo de Rivera aprobada con distinción máxima por Jorge Hübner, pero también fue criticado por el profesor Alamiro de Ávila, quien acusó "ausencia total de objetividad". Ello, según el profesor, "se advierte en la constante desfiguración de la historia, utilizándose hechos del pasado amañadamente expuestos, en plan de alegato polémico, que pretende probar algo, en vez de la simple relación de la verdad, y en el ningún claroscuro en el tratamiento de la compleja doctrina de Primo de Rivera, a la cual parece adherir el autor sin reservas, lo que lo hace un panegirista apasionado y no un expositor crítico". Fue presidente del Centro de Alumnos de la Universidad de Chile en 1948 y presidente de la Juventud Conservadora Tradicionalista en 1949.
Se doctoró en derecho penal en la Universidad de Munich (1960).
Trabajó por muchos años en una historia de Esparta y en un estudio sobre Homero, nunca publicados. Fue —probablemente— el único estudioso chileno del poeta francés Robert Brasillach. En 1968, lamó la atención por la publicación de Recuerdos de la Guardia de Hierro, basados en los recuerdos efectivos de Nicolás Chirani, militante de ese movimiento político.
En 1959 consiguió la cátedra de derecho penal en la Pontificia Universidad Católica de Chile (PUC).

## Actividades políticas

### Revista «Tacna»

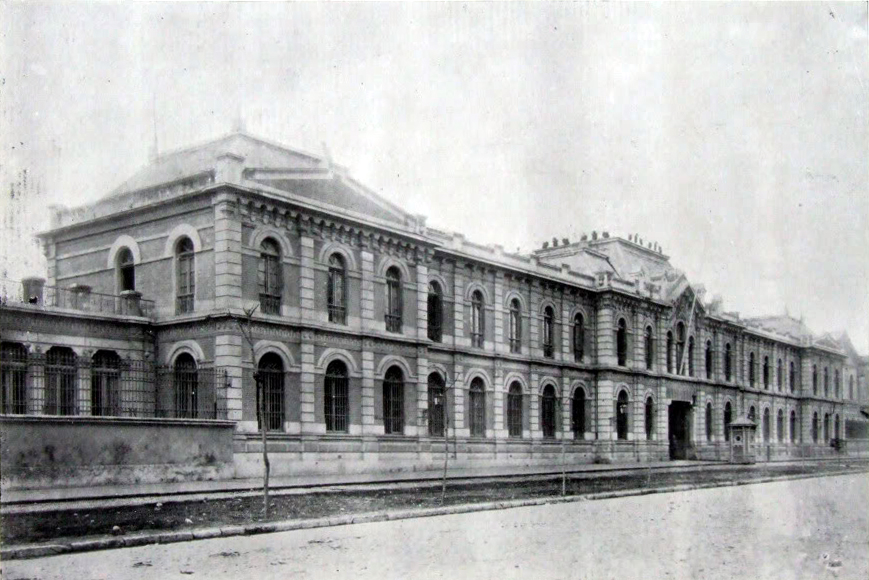
Revista Tacna tenía de claro referente al general nacionalista Roberto Viaux, protagonista de la sublevación militar conocida como «tacnazo».

Fue líder del grupo «Tacna»  (que según algunas fuentes hacía referencia al nombre «Tropas de Acción Nacionalista» y/o al «tacnazo») y director de su publicación homónima. Este pequeño grupo fue el opositor nacionalista a Salvador Allende de mayor importancia después del Frente Nacionalista Patria y Libertad. Este último, según Miranda, defendía "principios similares", proclamando -pese a la existencia de "diferencias de matices"- abrigar "una profunda simpatía" y sentirse "absolutamente identificado" con sus postulados. A través de la publicación, el grupo proponía la instauración de un gobierno militar indefinido, siendo la postura más extrema dentro del nacionalismo de la época. Con todo, el Grupo Tacna y Patria y Libertad "serían competidores en alguna medida", y mientras que este último era mucho más numeroso y activo en la calles, Miranda y sus redactores se enfocaron más en "la labor ideológica".
La revista Tacna fue un lugar de encuentro entre diferentes tendencias del nacionalismo chileno. Líderes nacionalistas con gran impacto en la política nacional solían ser entrevistados en sus páginas, entre ellos, el general Roberto Viaux, Jorge Prat, el general Alfredo Canales y el propio Miranda. La publicación reivindicaba la continuidad con el nacionalismo histórico en Chile, especialmente con el Movimiento Nacional-Socialista. Esta continuidad del nacionalismo incluía también a los fascismos europeos: José Antonio Primo de Rivera, Benito Mussolini y Adolf Hitler figuraban entre los autores de "doctrinas" que valía la pena conocer (del fascismo italiano, se subrayaba más su carácter "socialista" que antimarxista). No obstante, sus editores consideraron que una continuidad con las tendencias derrotadas en 1945 era problemática, e intentó definir su propia "doctrina", que no siempre se definía como nacionalista.
Más allá de los contenidos estrictamente doctrinales, la revista hacía suyo el estilo fascista: el culto la heroísmo y el sacrificio; al respecto, Miranda citaba una sentencia de Robert Brasillach: "el fascismo es la poesía del siglo XX". Manifestaciones de la cultura fascista eran los artículos publicados sobre poetas como Brasillach y Ezra Pound, o sobre corrientes estéticas como el futurismo. Publicó además una crónica sobre el neofascismo que arremetía en la Italia de la época.
Para el historiador Erwin Robertson, durante los años de la Unidad Popular, fue la revista nacionalista que más se acercó a los postulados del fascismo europeo, del que, según él, muy poco bebían la revista Estanquero de Jorge Prat o el Movimiento Revolucionario Nacional Sindicalista (más cercano al hispanismo).
El último número de Tacna comenzó a circular en septiembre de 1973. Los redactores de la revista se vieron obligados a descontinuar su publicación dadas las condiciones de la incipiente dictadura de Augusto Pinochet, y aunque algunos de ellos fundaron la efímera Orden Nuevo (1973-5), Miranda Carrington no vio razones para continuar su empresa y se apartó del activismo político hasta fines de los años 80.

### Avanzaday Avanzada Nacional

Avanzada Nacional, partido político presidido por Miranda entre 1988 y 1989.

En 1977, Guido Poli (exagente de la DINA y antiguo colaborador de Tacna) y Miranda empiezan a publicar la revista Avanzada. En ella colaboraron Vitorio di Girolamo (fascista italiano expatriado en Chile), José Luis Ontiveros (novelista mexicano), Ernesto Milà (activsta neonazi español), Pablo Rodríguez Grez (catedrático y otrora terrorista neofascista chileno) y se publicaron periódicamente textos de Jaime Eyzaguirre, Jorge Prat, Osvaldo Lira y José Antonio Primo de Rivera. Ella dio origen al grupo llamado "Avanzada Nacionalista", existente entre 1977 y 1982, y liderado —aparentemente— por Miranda.
Avanzada Nacional fue en gran medida heredero de Avanzada Nacionalista (desaparecido en 1983). Este partido ha sido descrito como un intento por crear un brazo político del gobierno —y en particular, de la Central Nacional de Informaciones (CNI)—, en un contexto en el cual la derecha neoliberal adscribía cada vez más un economicismo sin rostro, dejando de lado la figura del general Augusto Pinochet. El dictador apuntó al nacionalismo como una opción para evitar el regreso a la democracia; aportó financiamiento y ayuda estratégica. El gobierno les otorgó una buena cantidad de municipalidades (puesto no había elecciones), sin embargo, los cargos de alto rango seguían estando en manos del sector asociado a la Escuela de Chicago (ver Chicago Boys).
Miranda presidió el partido en dos periodos (1988-1989; 1989-1990). El partido no consiguió los votos esperados y desapareció al terminar la dictadura. Se atribuye este fracaso a la designación de Álvaro Corbalán como presidente del partido, militar condenado por múltiples casos de violaciones a los derechos humanos.

## Obras
Algunas de sus obras fueron:
- Miranda Carrington, Sergio (1953). Ideario político de José Antonio Primo de Rivera. Santiago. OCLC 1318518865.
- Miranda Carrington, Sergio (1958). Homenaje a los años vente años del nazismo chileno. Santiago.[29]
- Miranda Carrington, Sergio (1969). Recuerdos de la Guardia de Hierro. Madrid: ZZA5. OCLC 1318150417.
- El Príncipe Alex Canticuzino
- Agosto en Moldavia
- Esparta y sus hombres (sin publicar)